# Secretário-Geral da Interpol
O Secretário-Geral da Interpol é o principal funcionário administrativo e o mais alto funcionário da Interpol. Realiza tarefas administrativas na Secretaria-Geral e é responsável pela implementação das decisões tomadas pela Assembleia Geral e pelo comitê executivo.
O cargo de secretário-geral da Interpol é proposto pelo comitê executivo, enquanto a Assembleia Geral é responsável pela nomeação. Geralmente é nomeado por um período de cinco anos e pode ser renomeado apenas uma vez. Seu papel é regulado principalmente pelos artigos 28 a 30. Um secretário-geral é também responsável pela elaboração de políticas no âmbito do Secretariado-Geral. Ele coordena com os chefes dos estados membros que trabalham nos departamentos e organizações envolvidos.

## História
O secretário-geral foi criado em 1932 sob o Artigo 5. Antes de sua criação, a organização era chefiada por um secretário em vez de um secretário-geral. Oskar Dressler tornou-se o primeiro secretário da Interpol e mais tarde foi nomeado secretário-geral após a criação do cargo em 1932. Dressler serviu como secretário-geral da organização de 1932 a 1946.  Valdecy Urquiza, do Brasil, nomeado sucessor de Jürgen Stock pelo Comitê Executivo em 25 de junho de 2024, é a primeira pessoa não europeia/americana a ser nomeada para liderar a organização.

## Lista de titulares de cargos
Secretários-gerais desde o início da organização em 1923.
| Nº | Retrato | Nome (Nascimento-Morte)           | Duração do mandato | Duração do mandato | Duração do mandato | País           |
| Nº | Retrato | Nome (Nascimento-Morte)           | Tomou posse        | Deixou o cargo     | Tempo no cargo     | País           |
| -- | ------- | --------------------------------- | ------------------ | ------------------ | ------------------ | -------------- |
| 1  |         | Oskar Dressler (1878–1959)        | 7 Setembro 1923    | Junho 1946         | 22 anos, 7 meses   | Austria        |
| 2  |         | Louis Ducloux (1883–1956)         | Junho 1946         | Junho 1951         | 5 anos             | França         |
| 3  |         | Marcel Sicot (1898–1981)          | Junho 1951         | Agosto 1963        | 12 anos, 2 meses   | França         |
| 4  |         | Jean Népote (1915–1986)           | Agosto 1963        | 26 Outobro 1978    | 15 anos, 2 meses   | França         |
| 5  |         | André Bossard (nascido em 1926)   | Outubro 1978       | Outubro 1985       | 7 anos             | França         |
| 6  |         | Raymond Kendall (nascido em 1933) | Outubro 1985       | 2 Outubro 2000     | 15 anos            | Reino Unido    |
| 7  |         | Ronald Noble (nascido em 1956)    | 3 Novembro 2000    | 7 Novembro 2014    | 14 anos, 4 dias    | Estados Unidos |
| 8  |         | Jürgen Stock (nascido em 1959)    | 7 November 2014    | 7 November 2024    | 10 anos, 0 dias    | Alemanha       |
| 9  |         | Valdecy Urquiza (nascido em 1981) | 7 Novembro 2024    | Incumbent          | 210 dias           | Brasil         |